# The International 2021
The International 10 — десятий чемпіонат світу з комп'ютерної гри Dota 2 жанру MOBA. Був організований Valve, компанією-розробником гри. Основний етап турніру проходив з 7 по 17 жовтня 2021 року в Бухаресті, Румунія.
Спочатку турнір планувалося провести в Швеції, але влада країни відмовилася вносити турнір до списку спортивних заходів, яким дозволені деякі послаблення в зв'язку з пандемією COVID-19, через що дата турніру була перенесена з серпня на жовтень на час пошуку іншого місця. Основна частина турніру розділена на два етапи: груповий етап та плей-офф.
В основному етапі турніру брало участь 18 команд. Головним трофеєм є Егіда чемпіонів. Прямі запрошення на The International отримали 12 команд, які брали участь у змаганнях серії Dota Pro Circuit 2020/2021 (DPC) і отримали найбільшу кількість очок за сезон. Ще 6 команд були визначені за підсумками кваліфікацій, які проводилися в 6 регіонах з 23 червня по 10 липня.

## Кваліфікація
На відміну від правил The International 2019, в турнірі відсутні відкриті кваліфікації. У кваліфікаціях могли брати участь команди, які брали участь в рейтингу DPC, але не потрапили до топ-12, за умови, що вони поміняли не більше двох гравців з початку сезону DPC.
Закриті кваліфікації були поділені на шість регіонів (Північна Америка, Південна Америка, Західна Європа, Східна Європа, Китай і Південно-східна Азія), переможець в кожному з яких отримував запрошення на The International 10.

## Список учасників
|    | Команда                 | Спосіб отримання запрошення                     |
| -- | ----------------------- | ----------------------------------------------- |
| 1  | Evil Geniuses           | DPC 1 позиція                                   |
| 2  | PSG.LGD                 | DPC 2 позиція                                   |
| 3  | Virtus.pro              | DPC 3 позиція                                   |
| 4  | Quincy Crew             | DPC 4 позиція                                   |
| 5  | Invictus Gaming         | DPC 5 позиція                                   |
| 6  | T1                      | DPC 6 позиція                                   |
| 7  | Vici Gaming             | DPC 7 позиція                                   |
| 8  | Team Secret             | DPC 8 позиція                                   |
| 9  | Team Aster              | DPC 9 позиція                                   |
| 10 | Alliance                | DPC 10 позиція                                  |
| 11 | beastcoast              | DPC 11 позиція                                  |
| 12 | border Thunder Predator | DPC 12 позиція                                  |
| 13 | Elephant                | Переможець кваліфікацій в Китаї                 |
| 14 | Team Undying            | Переможець кваліфікацій у Північній Америці     |
| 15 | SG esports              | Переможець кваліфікацій у Південній Америці     |
| 16 | OG                      | Переможець кваліфікацій у Західній Європі       |
| 17 | Team Spirit             | Переможець кваліфікацій у Східній Європі        |
| 18 | Fnatic                  | Переможець кваліфікацій у Південно-Східній Азії |

## Фінальна частина

### Груповий етап
Команди в груповому етапі були розділені на дві групи по дев'ять команд в кожній шляхом випадкового жеребкування. У групі кожна команда грає з кожною в форматі BO2 (Best of two, Кращий з двох), де перемога в кожній грі дає один бал групового етапу. За поразку ставиться 0 балів за гру. Чотири перші команди в списку потрапляють у верхню сітку плей-офф, які йдуть за ними ще чотири команди — в нижню сітку. Команди, що зайняли останнє місце в групі, залишають турнір без права участі в плей-офф і отримують приз в розмірі 100 000 $.
| Місце | Команда          | І | В | Н | П | О  | Примітки                       |
| ----- | ---------------- | - | - | - | - | -- | ------------------------------ |
| 1     | Invictus Gaming  | 8 | 6 | 2 | 0 | 14 | Кваліфікація до верхньої сітки |
| 2     | Virtus.pro       | 8 | 5 | 1 | 2 | 11 | Кваліфікація до верхньої сітки |
| 3     | OG               | 8 | 3 | 4 | 1 | 10 | Кваліфікація до верхньої сітки |
| 4     | T1               | 8 | 5 | 0 | 3 | 10 | Кваліфікація до верхньої сітки |
| 5     | Team Undying     | 8 | 3 | 3 | 2 | 9  | Кваліфікація до нижньої сітки  |
| 6     | Evil Geniuses    | 8 | 3 | 3 | 2 | 9  | Кваліфікація до нижньої сітки  |
| 7     | Team Aster       | 8 | 2 | 1 | 5 | 5  | Кваліфікація до нижньої сітки  |
| 8     | Alliance         | 8 | 1 | 2 | 5 | 4  | Кваліфікація до нижньої сітки  |
| 9     | Thunder Predator | 8 | 0 | 0 | 8 | 0  | Вибування з турніру            |

| Місце | Команда     | І | В | Н | П | О  | Примітки                       |
| ----- | ----------- | - | - | - | - | -- | ------------------------------ |
| 1     | PSG.LGD     | 8 | 7 | 1 | 0 | 15 | Кваліфікація до верхньої сітки |
| 2     | Team Secret | 8 | 4 | 2 | 2 | 10 | Кваліфікація до верхньої сітки |
| 3     | Vici Gaming | 8 | 4 | 2 | 2 | 10 | Кваліфікація до верхньої сітки |
| 4     | Team Spirit | 8 | 5 | 0 | 3 | 10 | Кваліфікація до верхньої сітки |
| 5     | beastcoast  | 8 | 2 | 3 | 3 | 7  | Кваліфікація до нижньої сітки  |
| 6     | Quincy Crew | 8 | 2 | 2 | 4 | 6  | Кваліфікація до нижньої сітки  |
| 7     | Fnatic      | 8 | 1 | 4 | 3 | 6  | Кваліфікація до нижньої сітки  |
| 8     | Elephant    | 8 | 2 | 2 | 4 | 6  | Кваліфікація до нижньої сітки  |
| 9     | SG esports  | 8 | 1 | 0 | 7 | 2  | Вибування з турніру            |

### Основний етап
|  | - Чвертьфінал - (кращий з 3) | - Чвертьфінал - (кращий з 3) | - Чвертьфінал - (кращий з 3) |         |   | - Півфінал - (кращий з 3) | - Півфінал - (кращий з 3) | - Півфінал - (кращий з 3) |  |  | - Фінал - (кращий з 3) | - Фінал - (кращий з 3) | - Фінал - (кращий з 3) |
|  |                              |                              |                              |         |   |                           |                           |                           |  |  |                        |                        |                        |
|  | 1                            | Invictus Gaming              | 2                            |         |   |                           |                           |                           |  |  |                        |                        |                        |
|  | 8                            | Team Spirit                  | 1                            |         |   |                           |                           |                           |  |  |                        |                        |                        |
|  | 8                            | Team Spirit                  | 1                            |         |   | Invictus Gaming           | 0                         |                           |  |  |                        |                        |                        |
|  |                              |                              |                              |         |   | Invictus Gaming           | 0                         |                           |  |  |                        |                        |                        |
|  |                              |                              | Team Secret                  | 2       |   |                           |                           |                           |  |  |                        |                        |                        |
|  | 4                            | Team Secret                  | Team Secret                  | 2       | 2 |                           |                           |                           |  |  |                        |                        |                        |
|  | 4                            | Team Secret                  |                              |         | 2 |                           |                           |                           |  |  |                        |                        |                        |
|  | 5                            | OG                           | 0                            |         |   |                           |                           |                           |  |  |                        |                        |                        |
|  |                              |                              |                              |         |   |                           |                           |                           |  |  |                        | Team Secret            | 0                      |
|  |                              |                              |                              | PSG.LGD | 2 |                           |                           |                           |  |  |                        |                        |                        |
|  | 3                            | PSG.LGD                      | 2                            |         |   |                           |                           |                           |  |  |                        |                        |                        |
|  | 6                            | T1                           | 1                            |         |   |                           |                           |                           |  |  |                        |                        |                        |
|  | 6                            | T1                           | 1                            |         |   | PSG.LGD                   | 2                         |                           |  |  |                        |                        |                        |
|  |                              |                              |                              |         |   | PSG.LGD                   | 2                         |                           |  |  |                        |                        |                        |
|  |                              |                              | Virtus.pro                   | 0       |   |                           |                           |                           |  |  |                        |                        |                        |
|  | 2                            | Virtus.pro                   | Virtus.pro                   | 0       | 2 |                           |                           |                           |  |  |                        |                        |                        |
|  | 2                            | Virtus.pro                   |                              |         | 2 |                           |                           |                           |  |  |                        |                        |                        |
|  | 7                            | Vici Gaming                  | 1                            |         |   |                           |                           |                           |  |  |                        |                        |                        |

### Шоу-матчі
В рамках турніру 16 і 17 жовтня були проведені шоу-матчі в форматі Random Deathmatch. Перемогу в першому матчі здобула команда талантів з СНД Team Thunderhide (самоназва: Team Borscht) з рахунком 45-41:
| Team Dragon | Team Thunderhide |
| ----------- | ---------------- |
| Synderen    | XBOCT            |
| Aui_2000    | Dendi            |
| Insania     | Resolut1on       |
| BSJ         | Solo             |
| Ephey       | Smile            |
| 41          | 45               |

У другому шоу-матчі Team Thunderhide програла команді англомовних кастерів Team Golem з рахунком 37-45:
| Team Golem   | Team Thunderhide |
| ------------ | ---------------- |
| Excalibur    | XBOCT            |
| Wagamama     | Dendi            |
| Merlini      | Resolut1on       |
| Blitz        | Solo             |
| sheepsticked | Smile            |
| 45           | 37               |

## Результати
| Місце | Команда          | Призові      |
| ----- | ---------------- | ------------ |
| 1     | Team Spirit      | 18 208 300 $ |
| 2     | PSG.LGD          | 5 202 400 $  |
| 3     | Team Secret      | 3 601 600 $  |
| 4     | Invictus Gaming  | 2 401 100 $  |
| 5‒6   | Virtus.pro       | 1 400 600 $  |
| 5‒6   | Vici Gaming      | 1 400 600 $  |
| 7‒8   | OG               | 1 000 500 $  |
| 7‒8   | T1               | 1 000 500 $  |
| 9‒12  | Fnatic           | 800 400 $    |
| 9‒12  | Quincy Crew      | 800 400 $    |
| 9‒12  | Alliance         | 800 400 $    |
| 9‒12  | Evil Geniuses    | 800 400 $    |
| 13-16 | Team Undying     | 600 300 $    |
| 13-16 | Team Aster       | 600 300 $    |
| 13-16 | beastcoast       | 600 300 $    |
| 13-16 | Elephant         | 600 300 $    |
| 17-18 | Thunder Predator | 100 000 $    |
| 17-18 | SG esports       | 100 000 $    |

## Цікаві факти
- Удруге за всю історію The International перемогу здобув колектив з країни колишнього СРСР і вперше — з Росії.
- Учетверте перемогу на турнірі здобула команда, що вилетіла в нижню сітку.
- За фінальним матчем спостерігало 2,1 млн глядачів, що є рекордом на турнірах The International[3] .
- Ілля «Yatoro» Мулярчук з Team Spirit зробив за турнір три «шаленства» (англ. rampage) (знищення п'яти і більше членів команди противника за короткий період часу). Це рекорд в історії турнірів The International[4] .